# Johanniskirche (Neukirchen)
Die evangelisch-lutherische Johanniskirche im oberfränkischen Neukirchen, einem Gemeindeteil von Lautertal im Landkreis Coburg, stammt in ihrer heutigen Gestalt aus dem 17. oder 18. Jahrhundert.

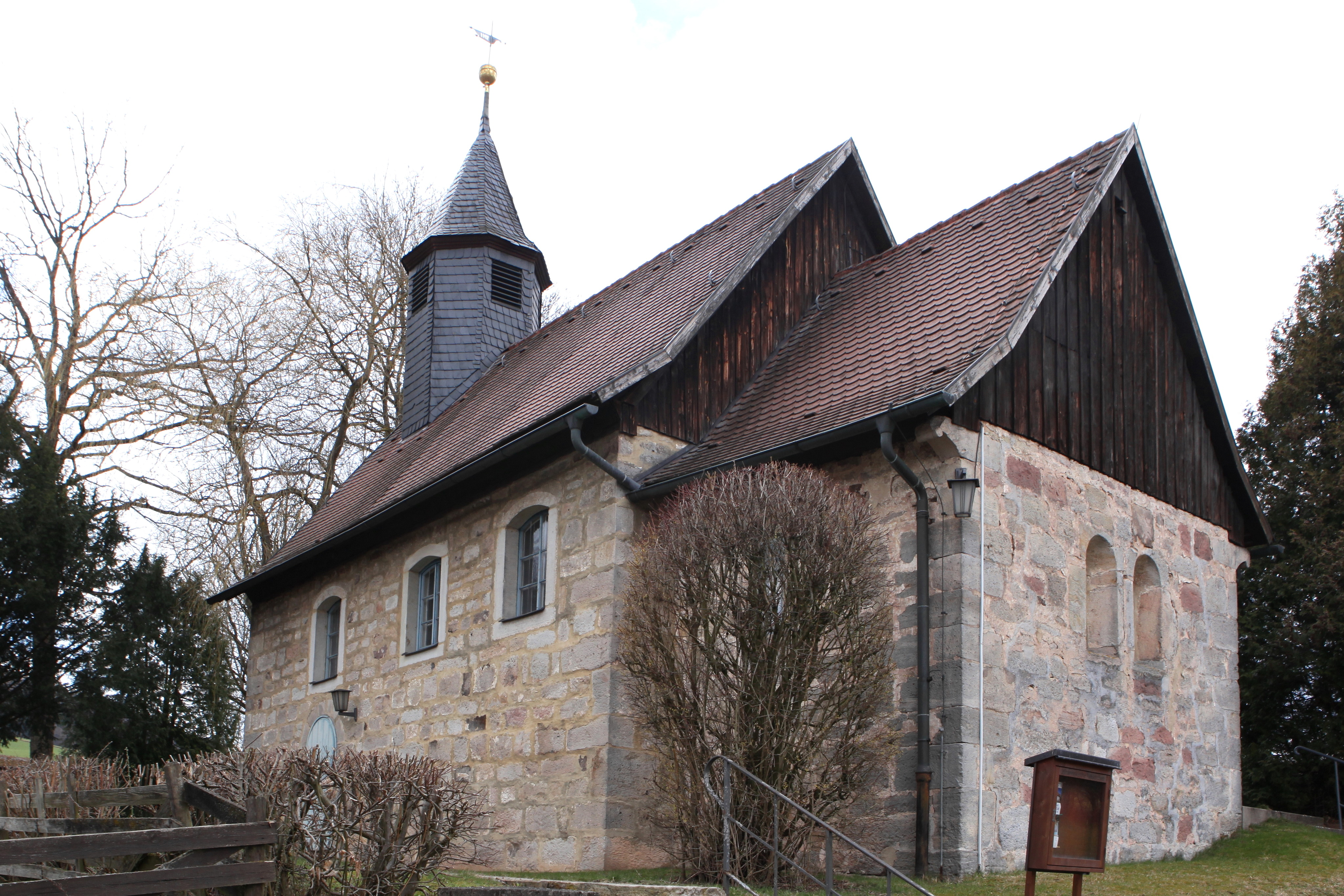
Johanniskirche in Neukirchen

## Geschichte
Der Kern des Gotteshauses geht auf eine Burgkapelle zurück und stammt wohl aus dem 13. Jahrhundert. Der Altarraum ist romanischen Ursprungs. Das Kirchenschiff ist im 17. oder 18. Jahrhundert entstanden. Eine Renovierung ließ die Gemeinde 1960/61 durchführen.
Neukirchen gehörte seit der Reformation zum Kirchensprengel von Meeder. 1754 wurde die Tochterkirchengemeinde der Pfarrei in Weißenbrunn vorm Wald zugeteilt. Zum 1. Oktober 1948 folgte die Umpfarrung nach Rottenbach, weil der Weg nach dem rund drei Kilometer entfernten Weißenbrunn durch die innerdeutsche Grenze länger geworden war. Gleichzeitig wurde Neukirchen selbstständige Kirchengemeinde, die seit 1971 durch das evangelisch-lutherische Pfarramt in Unterlauter betreut wird. Im Jahr 2015 gehörten zur Gemeinde rund 200 Mitglieder.

## Beschreibung

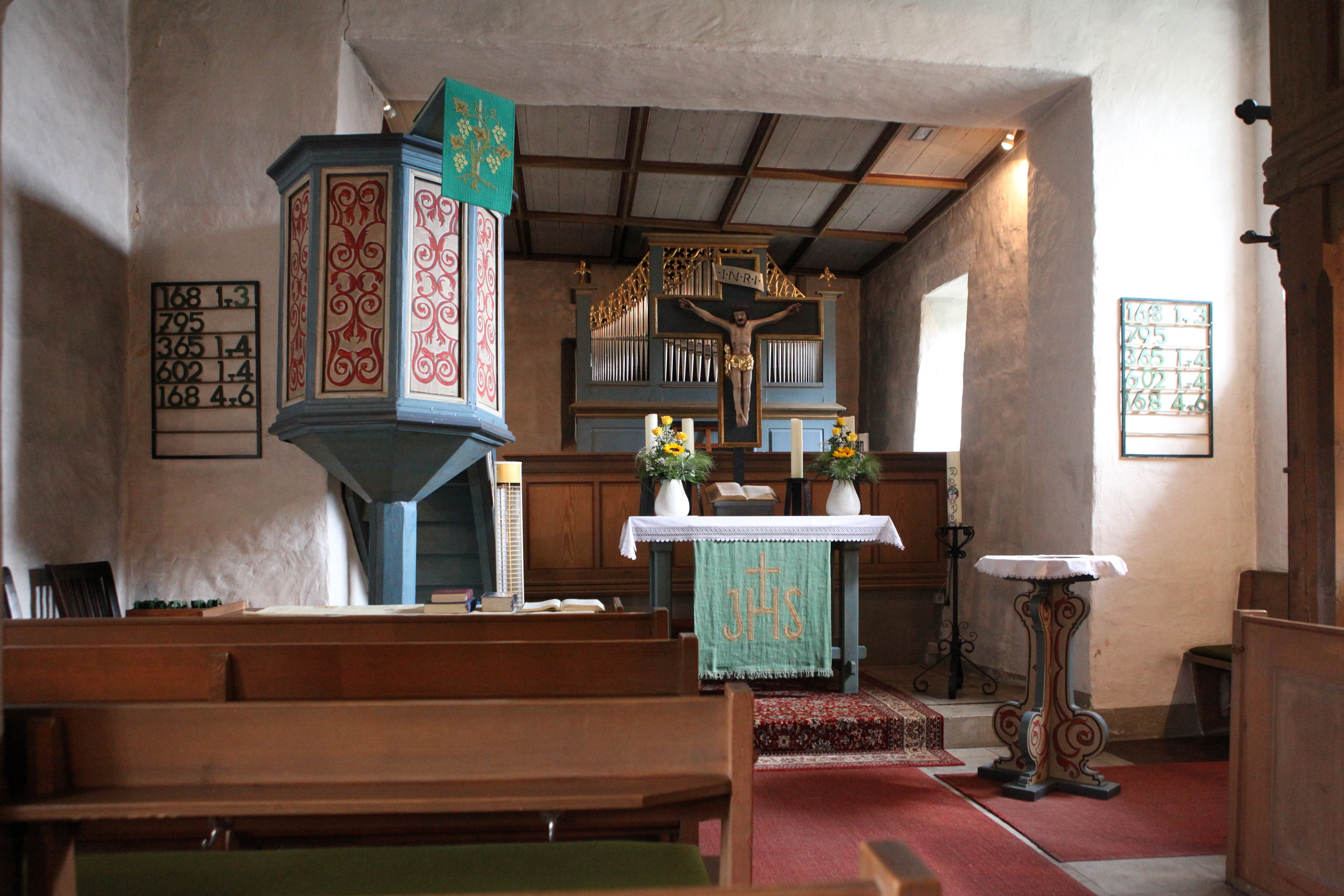
Altarraum

Die Kirche steht auf einem kleinen Hang im Neukircher Friedhof. Sie hat einen 3,3 Meter langen und 4,0 Meter breiten Chorraum, der von einer hölzernen Flachdecke überspannt wird. Zwei Konsolsteine, die früher als Gesimse dienten, sind romanischen Ursprungs. Im Chorraum befindet sich die Orgel auf einer Empore hinter dem Altar. Das Giebelfeld der Ostseite ist verschalt. Darunter befinden sich zwei schmale Rundbogenfenster. Die Südseite hat ein kleines rechteckiges Fenster.
Das 9,0 Meter lange und 5,8 Meter breite Langhaus mit seinen Emporen an den Längsseiten überspannt eine hölzerne Kassettendecke. In der Südseite befinden sich drei oben angeordnete, kleine flachbogige Fenster sowie eine Rundbogentür und in der Nordseite ein jüngeres, großes Flachbogenfenster. Die westliche Giebelseite ist ohne Öffnungen und oben verschalt.
Der Altarraum und das Kirchenschiff haben mit roten Ziegeln gedeckte Satteldächer. Nahe der Westseite befindet sich ein achteckiger, verschieferter Dachreiter mit Helm als Glockenturm mit zwei Glocken. Davon stammt eine von der Kirchengemeinde Zindel in Schlesien und kam über den Hamburger Glockenfriedhof nach Neukirchen. Die Glocke wurde 1783 von Johann Georg Krieger in Breslau gegossen.

## Orgel
1820 erwarb die Gemeinde eine gebrauchte Orgel. Im Jahr 1860 erbauten Christoph Hofmann und Söhne aus Neustadt eine neue Orgel mit sechs Registern auf einem Manual und Pedal. Eine Generalsanierung erfolgte 1995 durch Thomas Jann Orgelbau aus Regensburg. Das Untergehäuse mit dem Spielschrank hat zwei Reihen mit je vier Registerzügen. Darüber befindet sich ein dreiteiliger Prospekt mit einem rechteckigen Mittelfeld und Seitenfeldern ohne Obergesims. Die Außenlisenen verzieren Kreuzblumen. Den ausgesägten Dekor in Bandform schmücken Fischblasen und Rosetten in neugotischer Manier.